# Скловолокно

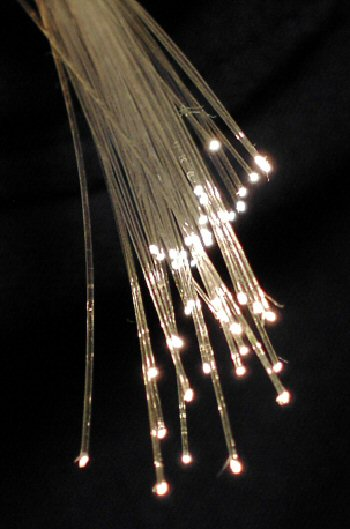
Пучок оптичних волокон

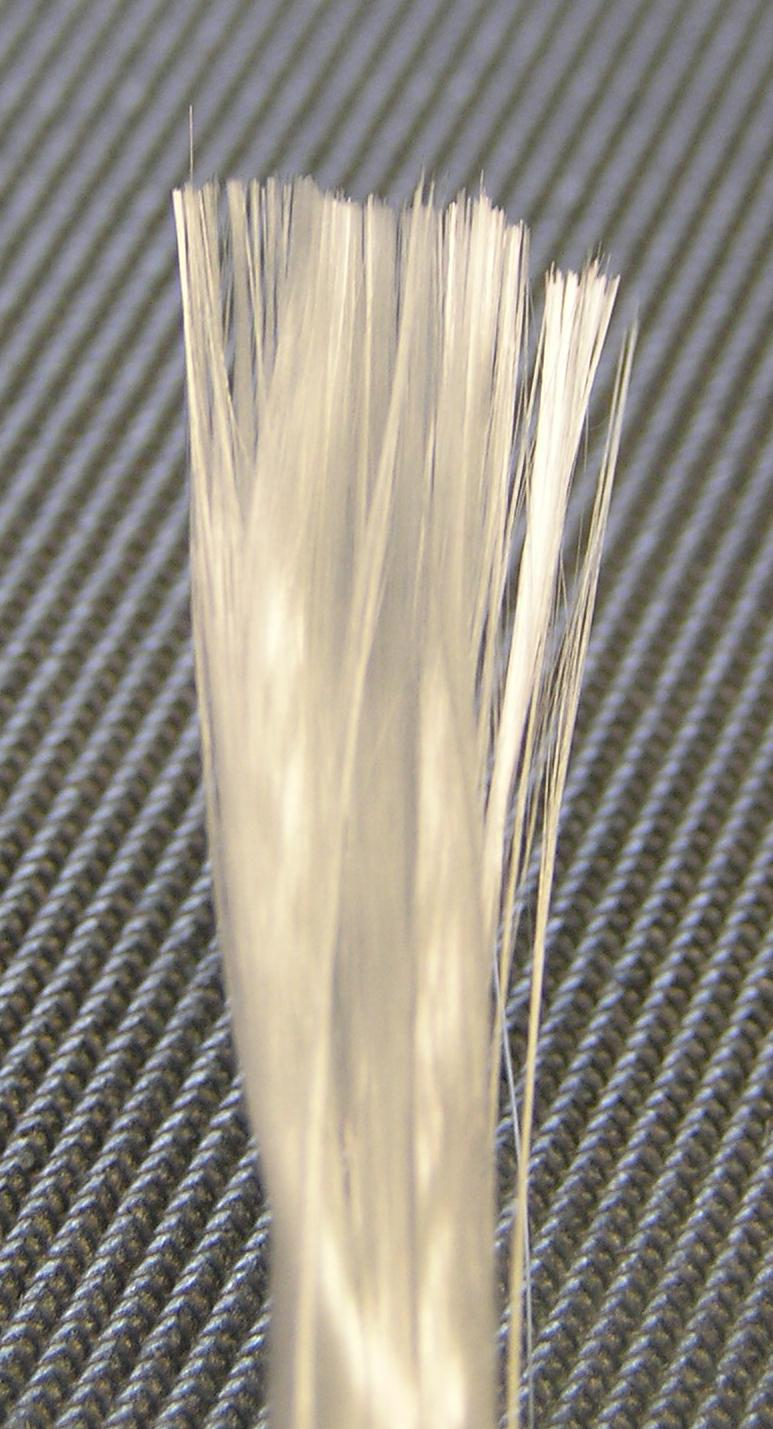
Пучок скляних волокон (скловолокно)

Скловолокно́ — штучне волокно суворо циліндричної форми з гладенькою поверхнею, виготовляють витягуванням або розчленуванням розплавленого скла. У такій формі скло демонструє незвичайні для скла властивості: не б'ється і не ламається, а натомість легко гнеться без руйнування. Це дозволяє ткати з нього склотканину, виготовляти гнучкі світлопроводи та застосовувати в безлічі інших галузей техніки.

## Види скловолокна
Скловолокно виготовляють з розплавленого скла у вигляді елементарних волокон діаметром 3—100 мкм і довжиною 20 км і більше (безперервне скловолокно) або діаметром 0,1—20 мкм і довжиною 1—50 см (штапельне скловолокно). За зовнішнім виглядом безперервне скловолокно нагадує нитки натурального або штучного шовку, штапельне — короткі волокна бавовни та вовни. Скляне волокно, або скловолокно, — це армувальний елемент, який забезпечує склопластику більшу міцність і стійкість проти ударів. Скловолокно отримують з розплавленої скляної маси спеціального складу, яку протягують через дрібні отвори — фільєри. Воно має мікроскопічний діаметр близько 10 мкм, дуже високу міцність, що досягає 2000 МПа, і застосовується в рубаному або безперервному вигляді.
Рублене скловолокно — це маса коротких (до 50 мм) нарубаних з безперервних, хаотично розташованих скловолокон. Безперервне скловолокно — це волокна і нитки, джгути і тканини з нього необмеженої довжини.

## Виробництво
Безперервне скловолокно (склотканину) формують витягуванням з розплавленої скломаси через фільєри (число отворів 200—2000) за допомогою механічних пристроїв, намотуючи волокно на бобіну. Діаметр волокна залежить від швидкості витягування і діаметра фільєри. Технологічний процес може бути здійснено в одну чи в дві стадії. У першому випадку скловолокно (склотканину) витягують з розплавленої скломаси (безпосередньо з склоплавильних печей), у другому використовують попередньо отримані скляні кульки, штабики або ерклез (шматочки оплавленого скла), які плавлять також у склоплавильних печах. Штапельне скловолокно формують одностадійним методом шляхом поділу струменя розплавленого скла парою, повітрям або гарячими газами та іншими методами.

## Застосування
Скловолокно широко застосовують у хімічній промисловості для фільтрації гарячих і лужних розчинів, для очищення гарячого повітря і газів, для виготовлення сальникової набивки в кислотних насосах, для армування склопластиків та ін.